# DISH//
DISH//（ディッシュ）は、日本の4人組ダンスロックバンド。2011年結成。所属事務所はスターダストプロモーション。所属レコード会社はソニー・ミュージックレコーズ。

## 概要
2011年にEBiDANから選抜されたメンバーで結成され、楽器を演奏しながらダンスをする「ダンスロックバンド」としての活動を開始。
2016年より楽曲制作と演奏力強化に取り組み、同年に発売された8thシングル『HIGH-VOLTAGE DANCER』のリリース記念イベントにて演奏しながら歌うなど、近年は本人たちによる演奏も行われている。
もともと有線でのオンエアが多いアーティストであり、FM802では2015年ごろまではオンエアされなかったが、2016年からはオンエアするようになり、番組やイベント出演もある。
2020年にTHE FIRST TAKEでボーカルの北村匠海が出演したことをきっかけに注目を浴びるようになった。現在は地上波の音楽番組への出演も多い。
2022年8月21日に行われたライブ「EBiDAN THE LIVE 2022 〜 EBiDAN AWARDS 〜」にてEBiDANを卒業した。
ファンの呼称はスラッシャー (//er) 。

## 略歴

### 2011年
- 11月12日、EBiDANオフィシャルブログにて結成発表[12]。メンバーはTAKUMI（北村匠海）、MASAKI（矢部昌暉）、To-i（橘柊生）、RYUJI（小林龍二）の4人。

### 2012年
- 6月10日、1stインディーズシングル『It's alright』でインディーズデビューを果たす[3][13]。
- 10月10日、2ndインディーズシングル『ピーターパンシンドローム』をリリース。

### 2013年
- 2月13日、3rdインディーズシングル『ギブミーチョコレート!』をリリース[4][13]。
- 3月3日、フリーライブ「3rdシングル『ギブミーチョコレート！』リリースツアー【好きだよ、ずっと・・・//】おかわりツアー」にて、6月にメジャーデビューすることを発表[14]。
- 6月19日、ソニー・ミュージックレコーズより『I Can Hear』でメジャーデビューを果たす[3][15][16][17]。
- 8月5日、「日本縦断はじめましての旅『DISH//と申します』」を北海道・稚内から10日間かけてスタート。14日に鹿児島にてゴールを迎えた[18]。
- 10月16日、2ndシングル『晴れるYA!』をリリース[19][20]。Billboard JAPAN Hot Singles Sales（週間シングル販売ランキング）で5位[21]、オリコンCDシングル週間ランキングで4位を記録した。
- 12月4日、サイドディッシュシングル『いつかはメリークリスマス』をリリース。

### 2014年
- 1月10日、DISH//初主演アクションドラマ『BATTLE☆DISH//』放送開始。
- 3月5日、3rdメジャーシングル『FREAK SHOW』リリース。表題曲は『BATTLE☆DISH//』の主題歌として使用された。
- 3月16日から4月1日にかけて初のホールツアー『D//PINK』開催。
- 5月11日、野外音楽堂公演「DISH//4thシングル＆バトル☆DISH//DVDリリース記念バンドルライブ 皿vsオールスラ 俺たちマジで野音やるの！？こうなったらスラッシャー全員強制集合！！」開催。この日、初の日本武道館でのライブが発表され、武道館公演が決定したことはメンバーもファンと同時に知る形となり、メンバーは嬉し涙を流した。
- 6月25日、4thシングル『サイショの恋〜モテたくて〜/FLAME』をリリース。
- 9月27日、2015年1月1日に開催される初の日本武道館単独公演のチケットが5分で完売となる[22]。
- 12月3日、5thシングル『変顔でバイバイ!!』リリース。
- 12月12日、初の写真集「DISH// 1st PHOTO BOOK〜DISH//とJUNONとL.A.と〜」を発売
- 12月22日、DISH//オフィシャルファンクラブ「皿組GOLD」がオープン。

### 2015年
- 1月1日、「DISH//日本武道館単独公演 '15元日〜尖った夢の先へ〜」開催。この日翌年2016年の元日の2年連続、2daysでの武道館単独公演開催を発表。
- 1月14日、1stアルバム『MAIN DISH」リリース。After Romeoのカバー曲「LOL」が収録される。
- 2月13日、初の男祭り(男性限定ライブ)「皿野郎 激烈決起集会〜バレンタイン4649〜」開催。
- 「全国47都道府県を巡る旅」を6月13日から10月4日にかけて行った。
- 7月1日、作曲:春畑道哉 (TUBE) 、作詞:大黒摩季が手掛けた『イェ〜ィ!!☆夏休み』を6thシングルとしてリリース。
- 7月11日、九十九里町の初代観光大使に就任する[23]。
- 11月4日、7thシングル『俺たちルーキーズ』リリース。

### 2016年
- 1月1日・2日、2度目となる武道館公演「DISH//日本武道館単独公演'16『4 MOKEY MAGIC』」開催。翌年2017年の3年連続となる日本武道館単独公演が発表された。
- 6月22日、8thシングル『HIGH-VOLTAGE DANCER』リリース。
- DISH//5周年を記念した第1弾として「Juke DISH// Box〜奇跡の全55曲!!オール再生!! in 東西野音〜」が7月2日に大阪、18日に東京にて開催。
- 8月24日、DISH//5周年記念第2弾として『5th Anniversary Special Edition "Dear…"』を完全生産限定でリリース。
- 8月27日、DISH//5周年記念第3弾として「皿vsスラ "世界サラー級タイトルマッチ"〜2016 夏編〜」豊洲PITにて開催。
- 12月14日、2ndアルバム『召し上がれのガトリング』リリース。メンバーが作詞・作曲した曲が6曲、作詞を担当した曲が2曲収められる他、大黒摩季のカバー曲「ら・ら・ら」が収録される。
- 12月25日に結成5周年を迎える記念第4弾として、12月24日から25日にかけてニコニコ動画、Abema TV、YouTube Liveを通して5時間55分の生放送を行った。

### 2017年
- 1月1日、日本武道館にて行われたワンマンライブ『DISH// 日本武道館単独公演'17 TIME LIMIT MUSEUM』のアンコールにて、新メンバーに元カスタマイZのドラマー、DAICHI（泉大智）が加入することが発表された[24]。このライブ以後、メンバーはDISH//での活動名（TAKUMI・MASAKI・RYUJI・To-i）もそれぞれの本名（北村匠海・矢部昌暉・小林龍二・橘柊生）と同じものにし、泉もカスタマイZ時代の「DAICHI」というアーティスト名ではなく泉大智の名義で活動する。
- 2月24日、2冊目となる写真集『5-FIVE』発売。
- 3月19日から5月6日にかけて5人となり初となる全国ツアー「DISH//2017 Spring Tour『実食会』」開催。
- 3月29日、5555枚限定DVDシングル『JK//』リリース。
- 5月5日、5周年記念第5弾として『DISH// 5th Anniversary Memorial BOX「Delivery DISH//〜インディーズベスト添え〜」』を5555枚限定でリリース。
- 6月7日、テレビ東京系ドラマ『釣りバカ日誌 Season2 新米社員 浜崎伝助』の主題歌「I'm Fish//」を9thシングルとしてリリース。
- 7月19日から『DISH// 日本縦断はじめましての旅リターンズ』放送開始。
- 8月16日、10thシングル『僕たちがやりました』をリリース。同曲は同タイトルのカンテレ・フジテレビ系ドラマ『僕たちがやりました』の主題歌に抜擢され、同ドラマキャストと共にスペシャルユニット「DISH//と凡下高がやりました」を結成し、「僕たちがやりました(DISH//と凡下高がやりましたver.)」を各種音楽配信サイトにて配信。また、ドラマの第10話にはDISH//が出演している。

### 2018年
- 1月1日、4年連続5度目の「DISH//日本武道館単独公演'18『＆DISH//』」開催。同公演にはM!LK、さくらしめじ、SUPER★DRAGON、MAGiC BOYZのメンバーが出演し、DISH//と共にコントを行った。
- 2月21日、11thシングル『勝手にMY SOUL』リリース。表題曲はテレビ東京系アニメ『銀魂』のオープニングテーマに抜擢された。
- 3月13日、小林龍二がグループから脱退。
- 3月14日、小林が脱退したことによりライブやイベントに影響が生じ、公式サイトはforTUNE music 特典会のお知らせと題し、小林を応募したファンに向けて別メンバーへの振り替えとして対応すると発表した。また、ライブイベントツアー「劇春!!ロックンロール⚡ダンスダンス革命」においては払い戻しの対応を取ることとした。
- 4月1日から6月23日にかけて『DISH//ライブイベントツアー2018「劇春!!ロックンロール⚡ダンスダンス革命」』開催。これが小林脱退後初のツアーとなり、新生DISH//として新たなスタートを切った。
- 7月12日、12thシングル『Starting Over』をリリース。表題曲はMBS/TBS系アニメ『ゾイドワイルド』のオープニング曲に抜擢された。また、DISH//新体制後初となるシングルである。
- 「47都道府県を巡る旅 最終章」を9月21日から12月30日にかけて行った。

### 2019年
- 1月1日、DISH//公式YouTubeチャンネルにおいて「DISH//2019年元日 3大発表スペシャル！！」と題し、生配信にてツアー、3rdアルバム発売、富士急ハイランド・コニファーフォレストでのライブ決定を発表した。
- 2月15日、『3rd photo Book 沖縄定食』発売。
- 3月2日から4月19日にかけて『DISH// Spring Tour 2019「Dress Up a Burnt Whole Cake!!!!」』開催。
- 4月3日、3rdアルバム『Junkfood Junktion』リリース。アルバムにはBiSHのアイナ・ジ・エンドが参加の「SING-A-LONG」やUNISON SQUARE GARDENの田淵智也作詞作曲「ビリビリ☆ルールブック」、あいみょん作詞作曲「へんてこ」が収録されている。またリリース日の早朝に「スッキリ！」に出演し「へんてこ」をテレビ初披露した。その後メンバーは各地を回ってアルバムのPR活動を行うため、矢部昌暉は北海道、橘柊生は愛知県、北村匠海は大阪、泉大智は福岡へ。各地のラジオ出演を終えた後、アルバムお渡し会を行った。その後、橘と矢部は東京へ戻りラジオの生放送に出演した。
- 8月18日、グループ史上最大規模となる野外ライブ「DISH// SUMMER AMUSEMENT'19[Junkfood Attraction]が富士急ハイランド・コニファーフォレストにて開催。当日は惜しくも雨に見舞われたがメンバーのパフォーマンスと観客の声援で会場は熱気に包まれた。この日、秋冬ライブハウスツアーが発表された。
- 10月6日、11月3日、12月8日の3回に渡り『DISH//日本縦断はじめましての旅フォーエバーin沖縄』放送。
- 11月9日、配信シングル『PM 5:30』リリース。作詞は北村が担当した。
- 11月9日から12月26日にかけて「LIVE TOUR-DISH//-2019」開催。12月26日の公演においてミニアルバム発売とホールツアーが発表された。
- 12月17日、DISH//がレギュラー出演するtvkの「関内デビル」の卒業を発表。3月にラストイベントを行うことも同時に発表した。

### 2020年
- 1月4日、秋冬ライブハウスツアーの追加公演がパシフィコ横浜にて開催。この日、2年連続となる富士急ハイランド・コニファーフォレスト公演が発表された。
- 1月24日、上海にて単独公演を行うことが発表された。しかし2月14日、中国での新型コロナウイルスの感染状況を受け中止を発表。
- 2月26日、ミニアルバム『CIRCLE』リリース。
- 3月13日、DISH//オフィシャルアプリリリース。
- 3月20日、YouTubeチャンネル『THE FIRST TAKE』に北村匠海が出演し歌唱したDISH//の楽曲「猫」が公開。たちまち人気に火をつけ11月25日時点で再生回数7241万回を記録している。
- 3月27日、関内デビル初の生放送に出演。放送の中ではメンバーの泉大智が姉妹番組となる関内デビルの泉にストーリーテラーとしてレギュラー出演することが決定した。また、放送終了後tvk公式YouTubeチャンネルにてDISH//卒業SPを生配信した。
- 4月8日、M!LKの佐野勇斗、元PrizmaXの森崎ウィンなどを始めEBiDAN総出演となるドラマ『FAKE MOTION -卓球の王将-』が放送開始。また主題歌となる「FAKE MOTION」を4月1日に発売。ミュージックビデオも同日に公開され、歌唱メンバーの1人として北村匠海が選ばれている。
- 4月29日、各種音楽配信サイトにて『猫〜THE FIRST TAKE ver.』が配信。
- 6月19日、ツアー中止を受け、配信ライブ『DISH// Spring Tour 2020 「CIRCLE」 -Special Studio Version-』開催。
- 8月12日、配信シングル『僕らが強く。』リリース。
- 8月29日、富士急ハイランドコニファーフォレストでのライブ中止を受け、配信ライブ「SUMMER AMUSEMENT'20 -Tasty Activity-」開催。
- 10月27日、ニッポン放送にてラジオ「DISH//のオールナイトニッポン」放送。
- 10月30日、MTV Video Music Awards Japan 2020においてBest Buzz Awardを受賞した[25]。
- 11月13日、テレビ東京にてドラマ『猫』が放送開始。これはDISH//の楽曲「猫」を原案としたドラマであり、主題歌は「猫 〜THE FIRST TAKE ver.」である。
- 11月20日、『第62回輝く!日本レコード大賞』の各賞が発表され、「猫〜THE FIRST TAKE ver.」で「優秀作品賞」を受賞した[26]。

### 2021年
- 2月8日、YouTubeチャンネル『THE FIRST TAKE』に北村匠海が出演し歌唱したDISH//の楽曲「猫」が再生回数1億回を突破した[27]。「THE FIRST TAKE」初の1億再生突破作品であり、ミュージックビデオではない音楽コンテンツがYouTubeで1億回再生を突破するのは異例の記録である。
- 2月24日、4thアルバム『X』(クロス)をリリース。アルバムにはYouTubeチャンネル｢THE FIRST TAKE｣で、初の1億回再生を突破した｢猫～THE FIRST TAKE ver.～｣を含む計12曲が収録されている。
- 11月19日、『第72回NHK紅白歌合戦』に初出場することが発表された[28]。

### 2022年
- 8月20日・21日、東京ガーデンシアターで開催されたライブイベント『EBiDAN THE LIVE 2022 〜 EBiDAN AWARDS 〜』にて、EBiDANを卒業した[29][30]。

## メンバー
| 名前                          | 生年月日               | 担当                            | 血液型 | 出身地 |
| ----------------------------- | ---------------------- | ------------------------------- | ------ | ------ |
| 北村 匠海 （きたむら たくみ） | 1997年11月3日（27歳）  | リーダー ボーカル ギター        | B型    | 東京都 |
| 矢部 昌暉 （やべ まさき）     | 1998年1月9日（27歳）   | ギター コーラス                 | B型    | 東京都 |
| 橘 柊生 （たちばな とうい）   | 1995年10月15日（29歳） | DJ キーボード ラップ Fling Dish | A型    | 北海道 |
| 泉 大智 （いずみ だいち）     | 1996年6月1日（29歳）   | ドラムス                        | AB型   | 東京都 |

### 元メンバー
| 名前                            | 生年月日             | 担当          | 血液型 | 出身地 |
| ------------------------------- | -------------------- | ------------- | ------ | ------ |
| 小林 龍二 （こばやし りゅうじ） | 1997年1月6日（28歳） | ラップ ベース | A型    | 東京都 |

## ディスコグラフィ

### シングル

#### CDシングル
| #  | タイトル                           | 作詞             | 作曲     | 編曲               |
| -- | ---------------------------------- | ---------------- | -------- | ------------------ |
| 1. | 「It’s alright」                   | 白井裕紀、カジィ | 川口進   | ISB                |
| 2. | 「Never stop now!」                | 磯崎健史         | 磯崎健史 | Yoshimasa Kawabata |
| 3. | 「It’s alright (Instrumental)」    |                  |          |                    |
| 4. | 「Never stop now! (Instrumental)」 |                  |          |                    |

| #         | タイトル                     | 作詞・作曲 | 編曲               | 時間  |
| --------- | ---------------------------- | ---------- | ------------------ | ----- |
| 1.        | 「ピーターパンシンドローム」 | 岡部波音   | 岡部波音、HIROKING | 3:19  |
| 2.        | 「踊らにゃソン!Song!」       | 川端良征   | 川端良征           | 3:43  |
| 3.        | 「恵比寿物語」               | 重永亮介   | 重永亮介           | 4:23  |
| 合計時間: | 合計時間:                    | 合計時間:  | 合計時間:          | 11:25 |

|                | 発売日         | タイトル                         | 規格               | 規格                  | 規格品番     | 最高位 | 収録アルバム             | RIAJ認定        | RIAJ認定        |
| ストリーミング | 発売日         | タイトル                         | 規格               | 規格                  | 規格品番     | 最高位 | 収録アルバム             | ダウンロード    |                 |
| -------------- | -------------- | -------------------------------- | ------------------ | --------------------- | ------------ | ------ | ------------------------ | --------------- | --------------- |
| 1st            | 2013年6月19日  | I Can Hear                       | CD+DVD             | 初回生産限定盤        | SRCL-8285/6  | 9位    | MAIN DISH                | ー              | ー              |
| 1st            | 2013年6月19日  | I Can Hear                       | CD                 | 通常盤                | SRCL-8287    | 9位    | MAIN DISH                | ー              | ー              |
| 2nd            | 2013年10月16日 | 晴れるYA!                        | CD+DVD             | 初回生産限定盤A       | SRCL-8362/3  | 4位    | MAIN DISH                | ー              | ー              |
| 2nd            | 2013年10月16日 | 晴れるYA!                        | CD+DVD             | 初回生産限定盤B       | SRCL-8364/5  | 4位    | MAIN DISH                | ー              | ー              |
| 2nd            | 2013年10月16日 | 晴れるYA!                        | CD                 | 通常盤                | SRCL-8366    | 4位    | MAIN DISH                | ー              | ー              |
| [ 注 1 ]       | 2013年12月4日  | いつかはメリークリスマス         | CD+DVD             | 初回生産限定盤        | SRCL-8452/3  | 8位    | 未収録                   | ー              | ー              |
| [ 注 1 ]       | 2013年12月4日  | いつかはメリークリスマス         | CD                 | 通常盤                | SRCL-8454    | 8位    | 未収録                   | ー              | ー              |
| 3rd            | 2014年3月5日   | FREAK SHOW                       | CD+DVD             | 初回生産限定盤A       | SRCL-8490/1  | 5位    | MAIN DISH                | ー              | ー              |
| 3rd            | 2014年3月5日   | FREAK SHOW                       | CD+DVD             | 初回生産限定盤B       | SRCL-8492/3  | 5位    | MAIN DISH                | ー              | ー              |
| 3rd            | 2014年3月5日   | FREAK SHOW                       | CD                 | 通常盤                | SRCL-8494    | 5位    | MAIN DISH                | ー              | ー              |
| 4th            | 2014年6月25日  | サイショの恋〜モテたくて〜/FLAME | CD+DVD             | 初回生産限定盤A       | SRCL-8555/56 | 2位    | MAIN DISH（#1） 青（#2） | ー              | ー              |
| 4th            | 2014年6月25日  | サイショの恋〜モテたくて〜/FLAME | CD+DVD             | 初回生産限定盤B       | SRCL-8557/58 | 2位    | MAIN DISH（#1） 青（#2） | ー              | ー              |
| 4th            | 2014年6月25日  | サイショの恋〜モテたくて〜/FLAME | CD                 | 通常盤                | SRCL-8559    | 2位    | MAIN DISH（#1） 青（#2） | ー              | ー              |
| 5th            | 2014年12月3日  | 変顔でバイバイ!!                 | CD+DVD             | 初回生産限定盤A       | SRCL-8616/7  | 2位    | MAIN DISH                | ー              | ー              |
| 5th            | 2014年12月3日  | 変顔でバイバイ!!                 | CD+DVD             | 初回生産限定盤B       | SRCL-8618/9  | 2位    | MAIN DISH                | ー              | ー              |
| 5th            | 2014年12月3日  | 変顔でバイバイ!!                 | CD                 | 通常盤                | SRCL-8620    | 2位    | MAIN DISH                | ー              | ー              |
| 6th            | 2015年7月1日   | イエ〜ィ!!☆夏休み                | CD+DVD             | 初回生産限定盤A       | SRCL-8787/8  | 3位    | 召し上がれのガトリング   | ー              | ー              |
| 6th            | 2015年7月1日   | イエ〜ィ!!☆夏休み                | CD+DVD             | 初回生産限定盤B       | SRCL-8789/90 | 3位    | 召し上がれのガトリング   | ー              | ー              |
| 6th            | 2015年7月1日   | イエ〜ィ!!☆夏休み                | CD                 | 通常盤                | SRCL-8791    | 3位    | 召し上がれのガトリング   | ー              | ー              |
| 7th            | 2015年11月4日  | 俺たちルーキーズ                 | CD+DVD             | 初回生産限定盤A       | SRCL-8920/21 | 2位    | 召し上がれのガトリング   | ー              | ー              |
| 7th            | 2015年11月4日  | 俺たちルーキーズ                 | CD+DVD             | 初回生産限定盤B       | SRCL-8922/23 | 2位    | 召し上がれのガトリング   | ー              | ー              |
| 7th            | 2015年11月4日  | 俺たちルーキーズ                 | CD                 | 通常盤                | SRCL-8924    | 2位    | 召し上がれのガトリング   | ー              | ー              |
| 8th            | 2016年6月22日  | HIGH-VOLTAGE DANCER              | CD+DVD             | 初回生産限定盤A       | SRCL-9095/96 | 2位    | 召し上がれのガトリング   | ー              | ー              |
| 8th            | 2016年6月22日  | HIGH-VOLTAGE DANCER              | CD+DVD             | 初回生産限定盤B       | SRCL-9097/98 | 2位    | 召し上がれのガトリング   | ー              | ー              |
| 8th            | 2016年6月22日  | HIGH-VOLTAGE DANCER              | CD                 | 通常盤                | SRCL-9099    | 2位    | 召し上がれのガトリング   | ー              | ー              |
| [ 注 3 ]       | 2017年3月29日  | JK//                             | DVD+CD             | 期間生産限定盤        | SRBL-1742/43 | 11位   | 未収録                   | ー              | ー              |
| 9th            | 2017年6月7日   | I'm FISH//                       | CD+DVD             | 初回生産限定盤A       | SRCL-9432/33 | 4位    | Junkfood Junction        | ー              | ー              |
| 9th            | 2017年6月7日   | I'm FISH//                       | CD+DVD             | 初回生産限定盤B       | SRCL-9434/35 | 4位    | Junkfood Junction        | ー              | ー              |
| 9th            | 2017年6月7日   | I'm FISH//                       | CD                 | 通常盤                | SRCL-9436    | 4位    | Junkfood Junction        | ー              | ー              |
| 10th           | 2017年8月16日  | 僕たちがやりました               | CD+DVD             | 初回生産限定盤A       | SRCL-9501/02 | 4位    | Junkfood Junction        | M2. 猫 プラチナ | M2. 猫 ゴールド |
| 10th           | 2017年8月16日  | 僕たちがやりました               | CD+DVD             | 初回生産限定盤B       | SRCL-9503/04 | 4位    | Junkfood Junction        | M2. 猫 プラチナ | M2. 猫 ゴールド |
| 10th           | 2017年8月16日  | 僕たちがやりました               | CD+グッズ          | 初回生産限定盤C       | SRCL-9505    | 4位    | Junkfood Junction        | M2. 猫 プラチナ | M2. 猫 ゴールド |
| 10th           | 2017年8月16日  | 僕たちがやりました               | CD                 | 通常盤                | SRCL-9506    | 4位    | Junkfood Junction        | M2. 猫 プラチナ | M2. 猫 ゴールド |
| 11th           | 2018年2月21日  | 勝手にMY SOUL                    | CD+DVD             | 初回生産限定盤A       | SRCL-9658/59 | 4位    | Junkfood Junction        | ー              | ー              |
| 11th           | 2018年2月21日  | 勝手にMY SOUL                    | CD+DVD             | 初回生産限定盤B       | SRCL-9660/61 | 4位    | Junkfood Junction        | ー              | ー              |
| 11th           | 2018年2月21日  | 勝手にMY SOUL                    | CD+グッズ          | 通常盤                | SRCL-9662    | 4位    | Junkfood Junction        | ー              | ー              |
| 11th           | 2018年2月21日  | 勝手にMY SOUL                    | CD+DVD             | 期間生産限定盤        | SRCL-9663/64 | 4位    | Junkfood Junction        | ー              | ー              |
| 12th           | 2018年7月11日  | Starting Over                    | CD+DVD             | 初回生産限定盤A       | SRCL-9871/72 | 2位    | Junkfood Junction        | ー              | ー              |
| 12th           | 2018年7月11日  | Starting Over                    | CD+DVD             | 初回生産限定盤B       | SRCL-9873/74 | 2位    | Junkfood Junction        | ー              | ー              |
| 12th           | 2018年7月11日  | Starting Over                    | CD+グッズ          | 初回生産限定盤C       | SRCL-9875    | 2位    | Junkfood Junction        | ー              | ー              |
| 12th           | 2018年7月11日  | Starting Over                    | CD                 | 通常盤                | SRCL-9876    | 2位    | Junkfood Junction        | ー              | ー              |
| 13th           | 2021年5月26日  | No.1                             | CD+DVD             | 初回生産限定盤        | SRCL-11757/8 | 7位    | TRIANGLE                 | ー              | ー              |
| 13th           | 2021年5月26日  | No.1                             | CD                 | 通常盤                | SRCL-11759   | 7位    | TRIANGLE                 | ー              | ー              |
| 13th           | 2021年5月26日  | No.1                             | CD+DVD             | 期間生産限定盤        | SRCL-11760/1 | 7位    | TRIANGLE                 | ー              | ー              |
| 14th           | 2021年11月17日 | 沈丁花                           | CD+DVD             | 初回生産限定盤A       | SRCL-11930/1 | 9位    | TRIANGLE                 | ー              | ー              |
| 14th           | 2021年11月17日 | 沈丁花                           | CD+DVD             | 初回生産限定盤B       | SRCL-11932/3 | 9位    | TRIANGLE                 | ー              | ー              |
| 14th           | 2021年11月17日 | 沈丁花                           | CD                 | 通常盤                | SRCL-11934   | 9位    | TRIANGLE                 | ー              | ー              |
| 15th           | 2022年10月5日  | Replay                           | CD+BD              | 初回生産限定Blu-ray盤 | SRCL-12244/5 | 11位   | TRIANGLE                 | ー              | ー              |
| 15th           | 2022年10月5日  | Replay                           | CD+DVD             | 初回生産限定DVD盤     | SRCL-12246/7 | 11位   | TRIANGLE                 | ー              | ー              |
| 15th           | 2022年10月5日  | Replay                           | CD                 | 通常盤                | SRCL-12248   | 11位   | TRIANGLE                 | ー              | ー              |
| 16th           | 2024年9月4日   | プランA                          | CD+BD+ブックレット | 初回生産限定盤        | SRCL-12940/1 | 8位    | 未収録                   | ー              | ー              |
| 16th           | 2024年9月4日   | プランA                          | CD                 | 通常盤                | SRCL-12942   | 8位    | 未収録                   | ー              | ー              |
| 16th           | 2024年9月4日   | プランA                          | CD+BD              | 期間生産限定盤        | SRCL-12943/4 | 8位    | 未収録                   | ー              | ー              |

#### 配信限定シングル
|             | 配信日         | タイトル                 | 規格                   | 収録アルバム | 順位              | 順位           | RIAJ認定     | RIAJ認定 |
| オリコン DS | 配信日         | タイトル                 | 規格                   | 収録アルバム | Billboard Hot 100 | ストリーミング | ダウンロード |          |
| ----------- | -------------- | ------------------------ | ---------------------- | ------------ | ----------------- | -------------- | ------------ | -------- |
| －          | 2017年7月18日  | 僕たちがやりました       | デジタル・ダウンロード | 未収録       | －                | 5位            | －           | －       |
| 1st         | 2019年7月17日  | NOT FLUNKY               | デジタル・ダウンロード | X            | －                | －             | －           | －       |
| 2nd         | 2019年11月9日  | PM 5:30                  | デジタル・ダウンロード | CIRCLE       | －                | －             | －           | －       |
| -           | 2020年4月29日  | 猫 - From THE FIRST TAKE | デジタル・ダウンロード | X            | 7位               | 11位           | プラチナ     | ゴールド |
| 3rd         | 2020年8月12日  | 僕らが強く。             | デジタル・ダウンロード | X            | 40位              | 83位           | －           | －       |
| 4th         | 2021年1月15日  | あたりまえ               | デジタル・ダウンロード | X            | －                | －             | －           | －       |
| 5th         | 2021年9月24日  | ありのまんまが愛しい君へ | デジタル・ダウンロード | 未収録       | 40位              | 84位           | －           | －       |
| 6th         | 2022年7月13日  | しわくちゃな雲を抱いて   | デジタル・ダウンロード | TRIANGLE     | 17位              | 84位           | －           | －       |
| 7th         | 2022年10月4日  | Brand new day            | デジタル・ダウンロード | TRIANGLE     | －                | －             | －           | －       |
| 8th         | 2022年11月3日  | 五明後日                 | デジタル・ダウンロード | TRIANGLE     | 32位              | －             | －           | －       |
| 先行        | 2023年1月18日  | 万々歳                   | デジタル・ダウンロード | TRIANGLE     | －                | －             | －           | －       |
| 9th         | 2023年5月31日  | エンドロールは悲しくない | デジタル・ダウンロード | HAPPY        | 39位              | －             | －           | －       |
| 10th        | 2023年6月28日  | ウェディングソング       | デジタル・ダウンロード | HAPPY        | 12位              | －             | －           | －       |
| 11th        | 2023年12月1日  | Dreamer Drivers          | デジタル・ダウンロード | 未収録       | －                | －             | －           | －       |
| 12th        | 2023年12月13日 | いつだってHIGH!          | デジタル・ダウンロード | 未収録       | －                | －             | －           | －       |
| 13th        | 2024年4月26日  | 朝、月面も笑っている     | デジタル・ダウンロード | 未収録       | 21位              | －             | －           | －       |

|   | 配信日         | タイトル                            | 規格                   | 収録アルバム |
| - | -------------- | ----------------------------------- | ---------------------- | ------------ |
| - | 2020年12月25日 | Shape of Love - From THE FIRST TAKE | デジタル・ダウンロード | 未収録       |

#### 再青
- 『再青』（さいせい）は、自身の結成10周年を記念したプロジェクト[35][36]。
- 自身が結成10周年を迎えた2021年までにリリースしてきた楽曲を、現在の4人の演奏と歌でリテイクするプロジェクトである[37]。
- 2022年1月1日から毎月1日に2曲ずつ配信される[35][注 7]。
- 楽曲の末尾には全て「(in 2022)」が表記される。
- 配信楽曲のジャケット写真は、毎回話題のクリエイターとコラボしたものとなっており、プロジェクトのキーカラーである青と、今のDISH//の手によって再び血が通うという意味の赤を統一テーマとしてビジュアルが制作される[37]。
- 同月までにリリースされた本プロジェクトの楽曲をコンパイルしたアルバムとして、同年4月6日には『再』、9月7日には『青』がそれぞれ発売された。

| 弾  | 配信日       | タイトル                               | 収録アルバム |
| --- | ------------ | -------------------------------------- | ------------ |
| 1st | 2022年1月1日 | I Can Hear (in 2022)                   | 再           |
| 1st | 2022年1月1日 | 猫 (in 2022)                           | 再           |
| 2nd | 2022年2月1日 | birds (in 2022)                        | 再           |
| 2nd | 2022年2月1日 | 愛の導火線 (in 2022)                   | 再           |
| 3rd | 2022年3月1日 | Loop. (in 2022)                        | 再           |
| 3rd | 2022年3月1日 | FREAK SHOW (in 2022)                   | 再           |
| 4th | 2022年4月1日 | 勝手にMY SOUL (in 2022)                | 再           |
| 4th | 2022年4月1日 | 虹のカケラ (in 2022)                   | 再           |
| 5th | 2022年6月1日 | 好きになってくれてありがとう (in 2022) | 青           |
| 5th | 2022年6月1日 | Starting Over (in 2022)                | 青           |
| 6th | 2022年7月1日 | Newフェイス (in 2022)                  | 青           |
| 6th | 2022年7月1日 | JUMPer (in 2022)                       | 青           |
| 7th | 2022年8月1日 | ただ抱きしめる (in 2022)               | 青           |
| 7th | 2022年8月1日 | FLAME (in 2022)                        | 青           |
| 8th | 2022年9月1日 | DAWN (in 2022)                         | 青           |
| 8th | 2022年9月1日 | It's alright (in 2022)                 | 青           |

### アルバム

#### フル・アルバム
|     | 発売日         | タイトル               | 規格                  | 規格                            | 規格品番     | 最高位 |
| --- | -------------- | ---------------------- | --------------------- | ------------------------------- | ------------ | ------ |
| 1st | 2015年1月14日  | MAIN DISH              | CD+DVD                | 初回生産限定盤                  | SRCL-8696/7  | 5位    |
| 1st | 2015年1月14日  | MAIN DISH              | CD                    | 通常盤                          | SRCL-8698    | 5位    |
| 2nd | 2016年12月14日 | 召し上がれのガトリング | CD+DVD                | 初回生産限定盤A                 | SRCL-9247/8  | 4位    |
| 2nd | 2016年12月14日 | 召し上がれのガトリング | 2CD                   | 初回生産限定盤B                 | SRCL-9249/50 | 4位    |
| 2nd | 2016年12月14日 | 召し上がれのガトリング | CD                    | 通常盤                          | SRCL-9251    | 4位    |
| 3rd | 2019年4月3日   | Junkfood Junction      | CD+DVD                | 初回生産限定盤A                 | SRCL-11093/4 | 2位    |
| 3rd | 2019年4月3日   | Junkfood Junction      | CD+DVD                | 初回生産限定盤B                 | SRCL-11095/6 | 2位    |
| 3rd | 2019年4月3日   | Junkfood Junction      | CD                    | 通常盤                          | SRCL-11097   | 2位    |
| 3rd | 2019年4月3日   | Junkfood Junction      | CD                    | 期間生産限定盤                  | SRCL-11098   | 2位    |
| 4th | 2021年2月24日  | X                      | CD+2DVD+Photo Book    | 完全生産限定盤                  | SRCL-11700/3 | 4位    |
| 4th | 2021年2月24日  | X                      | CD+DVD                | 初回生産限定盤A                 | SRCL-11704/5 | 4位    |
| 4th | 2021年2月24日  | X                      | CD+DVD                | 初回生産限定盤B                 | SRCL-11706/7 | 4位    |
| 4th | 2021年2月24日  | X                      | CD                    | 通常盤                          | SRCL-11708   | 4位    |
| 5th | 2023年2月1日   | TRIANGLE               | CD+DVD+Original Goods | 完全生産限定「TRIANGLE BOX」盤  | SRC8-22/24   | 1位    |
| 5th | 2023年2月1日   | TRIANGLE               | CD                    | 完全生産限定「Value Edition」盤 | SRC8-25      | 1位    |
| 5th | 2023年2月1日   | TRIANGLE               | CD+BD                 | 初回生産限定盤A Blu-ray盤       | SRCL-12408/9 | 1位    |
| 5th | 2023年2月1日   | TRIANGLE               | CD+BD                 | 初回生産限定盤B Blu-ray盤       | SRCL-12412/3 | 1位    |
| 5th | 2023年2月1日   | TRIANGLE               | CD+DVD                | 初回生産限定盤A DVD盤           | SRCL-12410/1 | 1位    |
| 5th | 2023年2月1日   | TRIANGLE               | CD+DVD                | 初回生産限定盤B DVD盤           | SRCL-12414/5 | 1位    |
| 5th | 2023年2月1日   | TRIANGLE               | CD                    | 通常盤                          | SRCL-12416   | 1位    |

#### ミニ・アルバム
|     | 発売日        | タイトル | 規格   | 規格            | 規格品番      | 最高位 |
| --- | ------------- | -------- | ------ | --------------- | ------------- | ------ |
| 1st | 2020年2月26日 | CIRCLE   | CD     | 初回生産限定盤A | SRCL-11440/41 | 5位    |
| 1st | 2020年2月26日 | CIRCLE   | CD+DVD | 初回生産限定盤B | SRCL-11442/43 | 5位    |
| 1st | 2020年2月26日 | CIRCLE   | CD+DVD | 初回生産限定盤C | SRCL-11444/45 | 5位    |
| 1st | 2020年2月26日 | CIRCLE   | CD     | 通常盤          | SRCL-11446    | 5位    |

#### EP
|     | 発売日        | タイトル | 規格               | 規格                | 規格品番     | 最高位 |
| --- | ------------- | -------- | ------------------ | ------------------- | ------------ | ------ |
| 1st | 2023年8月9日  | HAPPY    | CD+BD              | 初回生産限定盤BD付  | SRCL-12600/1 | 8位    |
| 1st | 2023年8月9日  | HAPPY    | CD+DVD             | 初回生産限定盤DVD付 | SRCL-12602/3 | 8位    |
| 1st | 2023年8月9日  | HAPPY    | CD                 | 通常盤              | SRCL-12604   | 8位    |
| 2nd | 2025年3月26日 | 群青飛行 | CD+BD+ブックレット | 初回生産限定盤A     | SRCL-13230/1 | TBA    |
| 2nd | 2025年3月26日 | 群青飛行 | CD+BD+ブックレット | 初回生産限定盤B     | SRCL-13232/3 | TBA    |
| 2nd | 2025年3月26日 | 群青飛行 | CD                 | 通常盤              | SRCL-13234   | TBA    |

#### コンピレーション・アルバム
|     | 発売日       | タイトル | 規格   | 規格           | 規格品番      | 最高位 |
| --- | ------------ | -------- | ------ | -------------- | ------------- | ------ |
| 1st | 2022年4月6日 | 再       | CD+DVD | 初回生産限定盤 | SRCL-12110/11 | 10位   |
| 1st | 2022年4月6日 | 再       | CD     | 通常盤         | SRCL-12112    | 10位   |
| 2nd | 2022年9月7日 | 青       | CD+DVD | 初回生産限定盤 | SRCL-12205/06 | 12位   |
| 2nd | 2022年9月7日 | 青       | CD     | 通常盤         | SRCL-12207    | 12位   |

### 映像作品
|      | 発売日         | タイトル                                                                        | 規格品番                                            | 備考                                                                 |
| ---- | -------------- | ------------------------------------------------------------------------------- | --------------------------------------------------- | -------------------------------------------------------------------- |
| -    | 2013年8月7日   | 超特急&DISH//「超×D」                                                           | SDMD-0105                                           | オリコン最高106位、登場回数1回                                       |
| -    | 2013年11月13日 | 超特急&DISH//「超×D Music+」                                                    | SDMD-0106                                           | オリコン最高151位、登場回数1回                                       |
| -    | 2014年3月26日  | 超特急&DISH//「超×D Music+ シーズン3」                                          | SDMD-0107                                           | オリコン圏外                                                         |
| 1st  | 2014年4月23日  | サンタも皿もBIGり!!2周年記念パーリナイッ☆@Zepp Tokyo                            | SRBL-1625                                           | オリコン最高11位、登場回数3回                                        |
| 2nd  | 2014年10月8日  | 皿 vs オールスラ マジで俺たち野音やるの!?こうなったらスラッシャー全員強制集合!! | SRBL-1632                                           | オリコン最高6位、登場回数3回                                         |
| 3rd  | 2015年2月11日  | DISH//だし! VOL.1                                                               | SRBW-16/17                                          | オリコン最高24位、登場回数2回                                        |
| 4th  | 2015年2月11日  | DISH//だし! VOL.2                                                               | SRBW-18/19                                          | オリコン最高26位、登場回数2回                                        |
| 5th  | 2015年4月15日  | DISH//だし! VOL.3                                                               | SRBW-27/28                                          | オリコン最高34位、登場回数1回                                        |
| 6th  | 2015年4月15日  | DISH//だし! VOL.4                                                               | SRBW-29/30                                          | オリコン最高36位、登場回数1回                                        |
| 7th  | 2015年5月13日  | DISH// 日本武道館単独公演 '15 元日 〜尖った夢の先へ〜                           | SRBL-1655/56(DVD) SRXL-68(Blu-ray)                  | オリコン最高7位、登場回数3回(DVD) オリコン最高13位、登場回数3回(BD)  |
| 8th  | 2016年4月6日   | DISH// 日本武道館単独公演‘16 2DAYS『4 MONKEY MAGIC』                            | SRBL-1696/7(DVD) SRXL-91(Blu-ray)                   | オリコン最高12位、登場回数2回(DVD) オリコン最高19位、登場回数2回(BD) |
| 9th  | 2016年8月24日  | 5th Anniversary Special Edition "D//ear…"                                       | SRBL-1718/20(DVD) SRXL-106/7(Blu-ray)               | オリコン最高8位、登場回数2回(DVD) オリコン最高21位、登場回数2回(BD)  |
| 10th | 2017年10月18日 | DISH// 日本武道館単独公演 '17 TIME LIMIT MUSEUM                                 | SRBL-1766/68,1769/70(DVD) SRXL-138/139,140(Blu-ray) | オリコン最高7位、登場回数2回(DVD) オリコン最高19位、登場回数1回(BD)  |
| 11th | 2018年12月12日 | DISH//音楽団祭り2018 -日比谷公園大音楽堂-                                       | SRBL-1821/22(DVD) SRXL-185(Blu-ray)                 | オリコン最高16位、登場回数3回(DVD) オリコン最高17位、登場回数3回(BD) |
| 12th | 2019年12月18日 | DISH// SUMMER AMUSEMENT’19 [Junkfood Attraction]                                | SRBL-1883/4(DVD) SRXL-226/7(Blu-ray)                | オリコン最高6位、登場回数2回(DVD) オリコン最高20位、登場回数2回(BD)  |
| 13th | 2020年8月12日  | #HOMEDISH Limited Box                                                           | SRB7-30(DVD) SRX7-22(Blu-ray)                       | Sony Music Shop通販限定受注販売                                      |
| 14th | 2020年12月23日 | LIVE TOUR -DISH//- 2019～2020 PACIFICO YOKOHAMA                                 | SRBL-19456,7(DVD) SRXL-278,9(Blu-ray)               | オリコン最高12位、登場回数3回(DVD) オリコン最高26位、登場回数3回(BD) |
| 15th | 2022年3月2日   | DISH// SUMMER AMUSEMENT '21 -森羅万象-                                          | SRBL-2013/5,6(DVD) SRXL-341/2,3(Blu-ray)            | オリコン最高2位、登場回数4回(DVD) オリコン最高9位、登場回数3回(BD)   |
| 15th | 2023年11月8日  | DISH// ARENA LIVE 2022 “オトハラク”                                             | SRBL-2200/2,3(DVD) SRXL-455/6,7(Blu-ray)            | オリコン最高10位、登場回数2回(DVD) オリコン最高12位、登場回数2回(BD) |

### 書籍
- DISH// 1st PHOTO BOOK DISH//とJUNONとL.A.と（2014年12月12日）
- 東京VIBRATION（2017年1月18日）
- DISH// 2nd 写真集 『5-FIVE-』（2017年2月24日）
- 『DISH// 3rd Photo Book 沖縄定食』（2019年2月15日）

## タイアップ
| 曲名                       | タイアップ |
| -------------------------- | --- |
| ギブミーチョコレート!      | フジテレビ『ミューサタ』2013年2月度エンディングテーマ                                                                           |
| I Can Hear                 | テレビ東京系アニメ『NARUTO -ナルト- 疾風伝』エンディングテーマ                                                                  |
| 晴れるYA!                  | テレビ朝日系全国放送『Break Out』2013年10月度 オープニング・トラック                                                            |
| FLAME                      | テレビ東京系アニメ『NARUTO -ナルト- 疾風伝』エンディングテーマ                                                                  |
| GRAND HAPPY                | 中京テレビ『DISH//だし!』オープニングテーマ                                                                                     |
| 俺たちルーキーズ           | テレビ東京系ドラマ『釣りバカ日誌〜新入社員 浜崎伝助〜』主題歌                                                                   |
| HIGH-VOLTAGE DANCER        | テレビ朝日『お願い!ランキング』2016年6月度エンディングテーマ                                                                    |
| 横浜VIBRATION              | tvk『プロ野球中継 横浜DeNAベイスターズ熱烈LIVE』2017年度テーマソング                                                            |
| JK//                       | 東海テレビ『オトナ養成所 バナナスクール』2017年4月度エンディングテーマ テレビ神奈川（tvk）『関内デビル』2017年4月度テーマソング |
| I'm FISH//                 | テレビ東京系ドラマ『釣りバカ日誌 Season2〜新米社員 浜崎伝助〜』主題歌                                                           |
| 僕たちがやりました         | 関西テレビ・フジテレビ系ドラマ『僕たちがやりました』主題歌                                                                      |
| 勝手にMY SOUL              | テレビ東京系アニメ『銀魂 銀ノ魂篇』オープニングテーマ                                                                           |
| Starting Over              | 毎日放送・TBS系アニメ『ゾイドワイルド』オープニングテーマ                                                                       |
| Get Power                  | BS11『キラボシ!』オープニングテーマ                                                                                             |
| 僕らが強く。               | 日本テレビ系『スッキリ』2020年8月度テーマソング                                                                                 |
| 猫 〜THE FIRST TAKE ver.〜 | テレビ東京ドラマ25『猫』主題歌 テレビ朝日ドラマスペシャル『東京地検の男』主題歌                                                 |
| あたりまえ                 | テレビ東京ドラマ25『猫』劇中歌                                                                                                  |
| バースデー                 | スマートフォン向けゲームアプリ『金色のコルダ スターライトオーケストラ』主題歌                                                   |
| ニューノーマル             | はるやま商事「どんなシーンでも篇 メンズ」CMソング                                                                               |
| ルーザー                   | TBS系『CDTVサタデー』2021年3月度オープニングテーマ                                                                              |
| No.1                       | 読売テレビ/日本テレビ系アニメ『僕のヒーローアカデミア』第5期第1クールオープニングテーマ                                         |
| 君の家しか知らない街で     | バーティカルシアターアプリ「smash.」CMソング                                                                                    |
| 沈丁花                     | 日本テレビ系土曜ドラマ『二月の勝者-絶対合格の教室-』主題歌                                                                      |
| ありのまんまが愛しい君へ   | サンスター『オーラツーミー アロマフレーバー コレクション ペースト』CMソング                                                     |
| Shout it out               | ソニー・ピクチャーズ配給映画『ヴェノム:レット・ゼア・ビー・カーネイジ』日本語吹替版主題歌                                       |
| Replay                     | 『第89回NHK全国学校音楽コンクール・中学生の部』課題曲                                                                           |
| Replay                     | NHK『みんなのうた』2022年8月・9月オンエア楽曲                                                                                   |
| しわくちゃな雲を抱いて     | TBS系火曜ドラマ『ユニコーンに乗って』主題歌                                                                                     |
| DAWN (in 2022)             | サッカー日本代表応援プロジェクト「SAMURAI BLUE 新しい景色を2022」公式テーマソング                                               |
| Brand new day              | ブルボン『濃厚チョコブラウニー』CMソング                                                                                        |
| 五明後日                   | テレビ朝日系木曜ドラマ『ザ・トラベルナース』主題歌                                                                              |
| いつだってHIGH!            | 日本テレビ系『DayDay.』内ダンス動画コンテスト「LOVE ダン -高校ダンス動画フェス 2024-」 課題曲                                   |
| Dreamer Drivers            | 日産×DISH// コラボレーション企画「Drive Letter」書き下ろし楽曲                                                                  |
| 朝、月面も笑っている       | フジテレビ系『めざましテレビ』テーマソング                                                                                      |
| プランA                    | テレビアニメ『逃げ上手の若君』オープニングテーマ                                                                                |

## 受賞歴
- MTV Video Music Awards Japan Best Buzz Award（2020年）
- 第62回日本レコード大賞 優秀作品賞「猫 〜THE FIRST TAKE ver.〜」（2020年）

## 出演

### テレビ
- 超×D（2013年1月 - 3月、TOKYO MX）
- 超×D Music+（2013年4月 - 2014年6月、TOKYO MX）
- カウントダウン E.T（2013年9月 - 12月、M-ON!）「ワンモアDISH//」コーナーレギュラー
- BATTLE☆DISH//（2014年1月 - 3月、TOKYO MX）
- DISH//だし!（2014年4月 - 9月、中京テレビ）
- 超D.プリカスZ（2014年7月6日 - 2016年6月26日、BS朝日）
- HOT WAVE 熱波（2016年5月26日 - 2017年3月30日、テレビ埼玉）
- スター☆ドリーマーズ（2016年7月3日 - 2017年10月1日、BS朝日）
- 「僕たちがやりました」第10話（2017年9月12日）
- 関内デビル（2017年10月30日 - 2020年3月27日、テレビ神奈川[注 8]） - 小林龍二のみ4月から出演。10月から各メンバーがローテーション出演。
- スタダゲート（2018年5月8日 - 不定期、J:COM）
- 情熱大陸（2023年1月29日、毎日放送）
- CDTV ライブ！ライブ！（2023年1月30日、TBSテレビ）

### NHK紅白歌合戦出場歴
| 年度   | 放送回 | 回 | 曲目 | 出演順 | 対戦相手 | 備考 |
| ------ | ------ | -- | ---- | ------ | -------- | ---- |
| 2021年 | 第72回 | 初 | 猫   | 2/22   | NiziU    |      |

### 配信番組
- DISH//のゲームやるっきゃNIGHT（仮）→今夜はDISH//とB-DASH// #1~26(2016~2017年、スタダch.LINE LIVE)
- ヤミツキDISH// #1~21(2017年、スタダch.YoutubeLIVE・スタダch.FRESH LIVE)
- DISH//のTalking Over #1~10(2020年、dtvチャンネル)
- DISH//のTalking Over season2 #1~10(2021年、dtvチャンネル)

### ラジオ
- DISH// 土曜の食卓（2013年7月 - 2014年9月、FM-FUJI）
- でら!!DISH//（2014年12月 - 2015年9月・同年12月31日[注 9]、CBCラジオ）
- DISH//のオールナイトニッポン（2020年10月27日、ニッポン放送）[62]
- DISH//のTHE KINGS PLACE（2021年11月 - 現在、J-WAVE）[63]

### 書籍
- Popteen「DISH//のオーマイG・O・D!!」（2013年 - 2014年、角川春樹事務所）
- BARFOUT! Vol.299~302 短期連載（2020年、ブラウンズブックス）

## ライブ・イベント

### ワンマンライブ・主催イベント
本項では、EBiDAN主催イベントも含む。

#### 2011年
- 12月25日 - EBiDAN（恵比寿学園男子部）クリスマス！ワンマンSHOW　～クリスマスこれシマス??～・EBiDAN（恵比寿学園男子部）紅白だ！年忘れだ！ワンマンSHOW　～あの○を鳴らすのはあなた～

#### 2012年
- 3月20日 - EBiDAN THE LIVE 春の陣！
- 5月12日 - EBiDAN THE LIVE 風林火山 応－WESTの乱
- 6月10日 - EBiDAN THE TITLE MATCH ～Hit and away～DISH//VS超特急
- 6月24日〜7月29日 - DISH//&超特急同発！インディーズデビューHMVツアー ～それいけ！つーぱんマン2012夏～
- 8月4日 - EBiDAN THE LIVE 2012夏～お祭り騒ぎの乱～
- 8月6日〜15日 - DISH//&超特急 同発！インディーズデビューHMVツアー～それいけ！つーぱんマン2012夏～おかわりツアー
- 9月8日 - EBiDAN THE TITLE MATCH Vol.2 DISH//v.s.超特急
- 11月11日 - EBiDAN EVENT @ MEGAWEB
- 10月7日〜11月25日 - DISH//&超特急 2NDリリース！HMVツアー“礎”～初心者マーク大歓迎～
- 12月8日〜24日 - ギブミーチョコレート！」リリースツアー【好きだよ、ずっと♡…//】

#### 2013年
- 1月6日〜2月16日 - ギブミーチョコレート！」リリースツアー【好きだよ、ずっと♡…//】
- 3月17日 - DISH// 3rd single リリースツアー【好きだよ、ずっと・・・//】おかわりツアー
- 2月24日 - 超特急＆DISH// 3rdリリースイベントツアー打ち上げ会@TOWER RECORDS渋谷
- 4月28日 - 「超×D」スペシャルライブ&トーク (神)イベント
- 5月3日〜6月15日 - 「I Can Hear」発売記念『ソロ曲争奪！～ぼくらの約２ヶ月間戦争～』
- 6月22,23日 - 「I Can Hear」発売記念イベント
- 7月12日 - DISH//感謝祭前夜 (なぜか)怪談集会
- 8月3日 - 『オールスラッシャー感謝祭』’13夏 一回裏
- 10月12日 - 渋谷CLUB QUATTRO サラトーーク『TAKUMI大好きメンバー&スタッフ』
- 10月12日〜14日 - 皿 vs スラ "世界サラー級タイトルマッチ"
- 10月15日〜20日 - 「晴れるYA!」発売記念イベント
- 11月23日〜12月5日 - 「いつかはメリークリスマス」発売記念イベント
- 12月20日 - サンタも皿もBIGり!! 2周年記念パーリナイッ☆@ZeppTokyo
- 12月29日 - EBiDAN THE LIVE ～ 飛び出すEBi本 2013 ～

#### 2014年
- 2月9日〜3月1日 - DISH//3rdシングルリリース記念バンドルライブ 皿 vs スラ”世界サラー級タイトルマッチ”～2014 冬→春編～
- 3月5日〜9日 - 「FREAK SHOW」リリース記念イベント
- 3月16日〜4月1日 - DISH// 2014 Spring 初ホールツアー「D//PINK」
- 4月5日 - EBiDAN THE LIVE 〜飛び出すEBi本 2014 Spring〜
- 5月11日 - 皿 vs オールスラ マジで俺たち野音やるの！？こうなったらスラッシャー全員強制集合！！
- 5月17日〜6月8日 - 皿 vs スラ “世界サラー級タイトルマッチ”～2014 初夏編～
- 6月26日〜29日 - 「サイショの恋～モテたくて～/FLAME」発売記念イベント
- 7月5日 - EBiDAN THE LIVE～飛び出すEBi本2014 Summer Party～
- 7月18日〜8月17日 - キャプテンDISH//がめぐる夏休みの大冒険☆～全国津々浦々イベントツアー2014～
- 8月22,23日 - DISH// 皿組キャンプ2014夏 in東西2大野音 -PERFECT SUMMER FESTIVAL PLAN-
- 9月13日 - キャプテンDISH//がめぐる夏休みの大冒険☆～全国津々浦々イベントツアー2014～番外編
- 12月2日〜7日 - 「変顔でバイバイ!!」リリース記念イベント

#### 2015年
- 1月1日 - 日本武道館単独公演'15 元旦 〜尖った夢の先へ〜
- 1月13日〜18日 - 「MAIN DISH」発売記念イベント
- 2月13日 - 皿野郎 激烈決起集会～バレンタイン4649～
- 3月14日〜4月7日 - 皿 vs スラ ”世界サラ一級タイトルマッチ”～2015年 春編～
- 6月13日〜10月4日 - DISH// 全国47都道府県を巡る旅
- 6月30日〜7月5日 - 「イエ～ィ!!☆夏休み」発売記念イベント
- 7月11日,8月8日,14日 - DISH// 2015 Summer ホールツアー 「D//KIN」
- 7月12日 - EBiDAN THE LIVE 2015〜Summer Party〜
- 8月7日〜20日 - 皿組GOLD会員限定トークショー　DISH//の部屋
- 8月22日 - DISH// 夏野外LIVE！LIVE！LIVE！in岡山〜岡山をスラッシャーで埋めつくせ！！
- 11月2日〜8日 - 「俺たちルーキーズ」リリース記念イベント

#### 2016年
- 1月1,2日 - DISH// 武道館公演「4 MONKEY MAGIC」
- 2月13日 - 皿野郎 激烈決起集会 vol.2・バレンタイン前夜祭〜○○が○○が大好きだ!!〜
- 3月5日〜5月7日 - DISH// 2016 Spring Hall Tour「D//RedBlue」
- 6月22日 - 「HIGH-VOLTAGE DANCER」発売記念フリーライブ&特典会・プレミアムライブ
- 7月2日,18日 - Juke DISH// Box 〜奇跡の全55曲!! オール再生!! in 東西野音〜
- 7月20,21日 - EBiDAN THE LIVE 2016～Summer Party～
- 8月27日 - 皿 vs スラ"世界サラ一級タイトルマッチ"〜2016 夏編〜
- 10月30日 - EBiDAN THE UNiON～HALLOWEEN PARTY 2016～
- 11月27日〜12月11日 - 全国47都道府県を巡る旅
- 12月13日〜18日 - 「召し上がれのガトリング」発売記念イベント

#### 2017年
- 1月1日 - DISH// 日本武道館単独公演'17 TIME LIMIT MUSEUM
- 1月5日,2月5日,3月5日 - DISH//「試食会」
- 2月12日 - 皿野郎 激烈決起集会 vol.3
- 3月19日〜5月6日 - DISH// 2017 Spring Tour「実食会」
- 9月17日 - DISH//日比谷野外大音楽堂公演17’秋 「MUSIC BOIN!!（ミュージックボイン）」

#### 2018年
- 1月1日 - DISH// 日本武道館単独公演’18「& DISH//」
- 2月12日 - DISH// 皿野郎 激烈決起集会 vol.4
- 4月1日〜6月23日 - DISH// ライブイベントツアー 2018「劇春!!ロックンロール⚡ダンスダンス革命」
- 8月28,29日 - EBiDAN THE LIVE 2018 ～Summer Party～
- 9月8,15日 - DISH//音楽団祭り2018 -西の野音- -東の野音-
- 12月25日 - DISH// 神田明神交流館こけら落とし公演 皿組GOLD presents「結成日はメリークリスマス」
- 12月27日 - DISH// presents「忘年会だよ！全員集合!!!2018」

#### 2019年
- 2月11日 - DISH// 皿野郎 激烈決起集会 vol.5
- 2月15日 - 日中青少年交流推進年記念 DISH// 上海公演
- 3月2日〜4月20日 - DISH// Spring Tour 2019「Dress Up a Burnt Whole Cake !!!!」
- 8月18日 - DISH// SUMMER AMUSEMENT ’19 [Junkfood Attraction]
- 8月28,29日 - EBiDAN THE LIVE 2019～Summer Party～
- 9月23日 - 皿とスラの座談会 in大阪 ～君と作るDISH//ROOM～
- 11月9日〜12月26日 - LIVE TOUR – DISH// – 2019

#### 2020年
- 1月4日 - LIVE TOUR – DISH// – 2019 追加公演
- 2月2日 - DISH// 皿野郎 激烈決起集会 vol.6
- 3月31日〜5月10日 - DISH// Spring Tour 2020「CIRCLE」新型コロナウイルス感染拡大状況に伴う政府の方針に鑑み全公演中止。
- 6月19日 - DISH// Spring Tour 2020「CIRCLE」-Special Studio Version- (生配信ライブ)
- 8月29日 - DISH// SUMMER AMUSEMENT ’20「Tasty Activity」(生配信ライブ)
- 9月19日 - 皿組GOLDオンラインファンミーティング『DISH// ROOM』

#### 2021年
- 5月1日〜15日 - DISH// Spring Tour 2021「X」
- 10月17日 - DISH// SUMMER AMUSEMENT’21 -森羅万象-
- 12月16日〜18日 - DISH// 10th Anniversary Live

#### 2022年
- 3月29日 - 皿vsスラ “NO TITLE”
- 6月7日〜30日 - LIVE TOUR -DISH//- 2022『今』
- 8月20日〜21日 - EBiDAN THE LIVE 2022 〜EBiDAN AWARDS〜
- 8月27日 - DISH// SUMMER AMUSEMENT ’22 -PLANET-
- 12月24日〜25日 - DISH// ARENA LIVE 2022 「オトハラク」

#### 2023年
- 2月24日 - DISH// ROOM Vol.2
- 4月19日〜6月29日 - DISH// HALL TOUR 2023「TRIANGLE」
- 11月11日 - ファンクラブイベント『オールスラッシャー感謝祭』’23 お待たせしました二回表
- 12月2日〜3日 - DISH// ARENA LIVE 2023「HAPPY？」

#### 2024年
- 4月27日〜7月11日 - DISH// HALL TOUR 2024「GARDEN」
- 11月30日〜12月1日 - DISH// ARENA TOUR 2024-2025「群青飛行」

#### 2025年
- 1月8日〜1月9日 - DISH// ARENA TOUR 2024-2025「群青飛行」
- 5月25日～7月19日 - DISH// FC TOUR 2025「愛してるぜベイベー//」

### 出演イベント

#### 2012年
- 4月25日 - CANDY☆PANTS
- 5月5日 - 第40回渋谷パラダイス
- 5月6日 - SUPER LiBLAZE & HAPPY☆BEAT 「HEART BEAT(ハートビート)」発売記念イベント
- 5月27日 - palooza presents『春の感謝祭！～唄えや！踊れや！PARTY×PARTY～』
- 5月30日 - マイパワーレシピ!
- 6月29日 - SUPERDuuuPER!!
- 8月26日 - 熱海海上花火大会ライブ2012

#### 2013年
- 3月29日 - Live Enter vol.1
- 8月31日 - LIVE DIVE!!
- 9月3日 - master+mind〜polymorphous crystallization〜
- 12月21日 - MUSIC FOR ALL, ALL FOR ONE 2013

#### 2014年
- 3月26日 - 春のPON!祭り 2014
- 7月19日 - BREAK OUT祭 2014
- 7月26日 - TOKAI SUMMIT'14
- 7月27日 - CBCラジオ夏まつり「ナガオカ×ボーイズ×フェスティバル」
- 8月08日 - 夏のPON!祭り
- 8月14日 - Syunkan Thrill In
- 8月30,31日 - 中京テレビ「24時間テレビ」チャリティーライブ
- 10月25日 - 倉敷芸術科学大学 第20回 芸科祭
- 11月14日 - After Romeo『Juliet』発売記念イベント

#### 2015年
- 4月11日 - NARUTO THE LIVE vol.0
- 4月12日 - KANSAI COLLECTION 2015 SPRING & SUMMER
- 7月25日 - CBCラジオ夏祭り2015
- 9月19日 - 氣志團万博2015 〜房総 ! 抗争 ! 天下無双 ! 妄想 ! 狂騒 ! 大暴走 ! 〜
- 10月25日 - めざましテレビ presents T-SPOOK

#### 2016年
- 7月23日 - めざましライブ2016
- 7月30日 - 震災復興支援イベント TBC夏まつり2016
- 9月19日 - Eggs presents TOKYO CALLING 2016
- 10月23日 - 名古屋外国語大学・名古屋学芸大学・名古屋学芸大学短期大学部 第21回 合同祭
- 10月29日 - 日テレ HALLOWEEN LIVE 2016
- 11月2日 - 東洋英和女学院大学「Silent Siren × DISH// Special Live 2016 in Kaedefes」
- 11月5日 - 神戸学院大学 49th 135festival
- 11月6日 - DDTフェス2016
- 11月12日 - 岡山理科大学 第52回半田山祭
- 11月14日・24日 - GIRLS TUNE FES 2016

#### 2017年
- 7月8日 - ESP学園presents COLORS2017
- 8月27日 - お台場みんなの夢大陸2017 めざましライブ
- 10月23日 - ViVi Night in TOKYO 2017～Halloween Party～
- 11月10,16日 - GIRLS TUNE FES 2017
- 11月18日 - AGESTOCK2017
- 12月2日 - 関内デビル in 小田原

#### 2018年
- 2月12日 - ミュ～コミ＋プラスプレゼンツ　ボーイズ・バレンタイン
- 2月17日 - チュートリアルの徳福ライブ vol.6
- 3月28日 - ZIP!春フェス 2018
- 5月13日 - ANI-ROCK FES.2018「銀魂 LIVE CARNIVAL 2018」
- 5月27日 - 2018 tvk秋じゃないけど収穫祭
- 6月2日 - 百万石音楽祭2018～ミリオンロックフェスティバル～
- 7月7日 - JUMP MUSIC FESTA
- 7月22日 - コカ･コーラ SUMMER STATION 音楽LIVE
- 8月13日 - Exciting Summer in WAJIKI 2018
- 9月7日 - GU マシュマロパンプス ～「ふわり、やさしく、つつみこむ。」マシュマロ体験をしよう！～
- 9月30日 - デビルのファン感～「けんみん」への道～ in 小田原
- 10月26日 - デビルのファン感 ～「けんみんほ」への道～
- 11月2日 - 関西学院大学 新月祭2018
- 12月1日 - デビルのファン感～「けんみんほー」への道～
- 12月21日 - デビルのファン感～「けんみんほーる」への道～

#### 2019年
- 1月13日 - デビルのファン感～県民ホールの向こう側～
- 2月13日 - TOKUFUKU LIVE Connect! Vol.4 -Valentine Eve-
- 3月28日 - ZIP!春フェス2019
- 3月30日 - マイナビ presents 第28回 東京ガールズコレクション by girlswalker 2019 SPRING/SUMMER
- 5月10日 - アサデス。LIVE2019
- 5月26日 - 関内デビルフェスティヴォー
- 6月15日 - AIMYON vs TOUR 2019 “ラブ・コール ”
- 6月29日 - CURRY＆MUSIC JAPAN 2019
- 10月6日 - NARUTO to BORUTO THE LIVE 2019
- 10月12日 - 長岡 米百俵フェス ～花火と食と音楽と～ 2019台風19号により中止
- 10月22日 - 関内デビル in 小田原
- 12月20日 - LaLa TV Presents♪ Dear WOMAN’s DAY Christmas

#### 2020年
- 3月21日 - 関内デビル ～さよなら、大好きな人。おいでよ、関内デビル～コロナウイルスの影響により中止
- 12月29日 - COUNTDOWN JAPAN 20/21 (12月29日、幕張メッセ GALAXY STAGE)コロナウイルスの影響により中止

#### 2021年
- 3月25,26日 - FAKE MOTION 2021 SS LIVE SHOW
- 7月31日 - OSAKA GIGANTIC MUSIC FESTIVAL 20>21
- 8月3日 - ROCK KIDS 802-OCHIKEN Goes ON!!-SPECIAL LIVE HIGH! HIGH! HIGH!
- 9月23日 - テレビ朝日ドリームフェスティバル2021
- 11月20日 - HMV presents『Two of Us』Vol.1 ―DISH// & GLIM SPANKY―
- 12月3日 - 緑黄色夜祭 vol.10
- 12月25日 - 10th Anniversary Special Live「超特急×DISH//」

#### 2022年
- 5月4日 - JAPAN JAM 2022
- 8月13日 - ROCK IN JAPAN FESTIVAL 2022
- 9月18日 - イナズマロックフェス 2022
- 9月24日 - 北九州ロックフェスティバル2022 with sdg’s spirits